# Hirsutopalpis fasciata
Hirsutopalpis fasciata är en fjärilsart som beskrevs av George Thomas Bethune-Baker 1904. Hirsutopalpis fasciata ingår i släktet Hirsutopalpis och familjen nattflyn. Inga underarter finns listade i Catalogue of Life.